# Puchar Narodów Afryki 2025 (kwalifikacje)/Grupa J
Grupa J jest jedną z dwunastu grup eliminacji do turnieju o Puchar Narodów Afryki 2025. Składa się z czterech wymienionych niżej reprezentacji:
- Kamerun
- Namibia
- Kenia
- Zimbabwe

## Tabela
| Lp. | Drużyna      | M | Z | R | P | B+ | B- | +/– | Pkt | Kwalifikacja      |
| --- | ------------ | - | - | - | - | -- | -- | --- | --- | ----------------- |
| 1   | Kamerun (A)  | 6 | 4 | 2 | 0 | 8  | 2  | +6  | 14  | Awans na PNA 2025 |
| 2   | Zimbabwe (A) | 6 | 2 | 3 | 1 | 6  | 4  | +2  | 9   | Awans na PNA 2025 |
| 3   | Kenia (E)    | 6 | 1 | 3 | 2 | 4  | 7  | −3  | 6   |                   |
| 4   | Namibia (E)  | 6 | 0 | 2 | 4 | 2  | 7  | −5  | 2   |                   |

|          | Kamerun | Namibia | Kenia | Zimbabwe |
| -------- | ------- | ------- | ----- | -------- |
| Kamerun  | X       | 1:0     | 4:1   | 2:1      |
| Namibia  | 0:0     | X       | 1:2   | 0:1      |
| Kenia    | 0:1     | 0:0     | X     | 0:0      |
| Zimbabwe | 0:0     | 3:1     | 1:1   | X        |

## Mecze

### Kolejka 1
| 4 września 2024 15:00 CEST | Kenia | 0:0(0:0)Raport | Zimbabwe | Nelson Mandela National Stadium, Kampala (Uganda) Sędzia: Adalbert Diouf |
|                            |       |                |          |                                                                          |

| 7 września 2024 18:00 CEST | Kamerun · Aboubakar 65' | 1:0(0:0)Raport | Namibia | Japoma Stadium, Duala Sędzia: Boubou Traoré |
|                            |                         |                |         |                                             |

### Kolejka 2
| 10 września 2024 18:00 CEST | Zimbabwe | 0:0(0:0)Raport | Kamerun | Nelson Mandela National Stadium, Kampala (Uganda) Sędzia: Mahmoud El Banna |
|                             |          |                |         |                                                                            |

| 10 września 2024 18:00 CEST | Namibia · Hotto 90+5' | 1:2(0:0)Raport | Kenia · 58' Avire · 76' Abuya | Orlando Stadium, Johannesburg (Południowa Afryka) Sędzia: Salisu Basheer |
|                             |                       |                |                               |                                                                          |

### Kolejka 3
| 10 października 2024 15:00 CEST | Namibia | 0:1(0:1)Raport | Zimbabwe · 34' (k) Billiat | Orlando Stadium, Johannesburg (Południowa Afryka) Sędzia: Patrice Mebiame |
|                                 |         |                |                            |                                                                           |

| 11 października 2024 18:00 CEST | Kamerun · Aboubakar 8' (k) · Hongla 39' · Mbeumo 43' · Bassogog 55' | 4:1(3:1)Raport | Kenia · 41' Olunga | Japoma Stadium, Duala Widzów: 25 000 Sędzia: Issa Sy |
|                                 |                                                                     |                |                    |                                                      |

### Kolejka 4
| 14 października 2024 15:00 CEST | Kenia | 0:1(0:0)Raport | Kamerun · 63' Enow | Nelson Mandela National Stadium, Kampala (Uganda) Sędzia: Louis Houngnandandé |
|                                 |       |                |                    |                                                                               |

| 14 października 2024 18:00 CEST | Zimbabwe · Musona 50', 61' (k) · Dube 89' | 3:1(0:0)Raport | Namibia · 90' Eiseb | Orlando Stadium, Johannesburg (Południowa Afryka) Sędzia: Yannick Malala |
|                                 |                                           |                |                     |                                                                          |

### Kolejka 5
| 13 listopada 2024 14:00 CET | Namibia | 0:0(0:0)Raport | Kamerun | Orlando Stadium, Johannesburg (Południowa Afryka) Sędzia: Jalal Jayed |
|                             |         |                |         |                                                                       |

| 15 listopada 2024 17:00 CET | Zimbabwe · Maswanhise 32' | 1:1(1:0)Raport | Kenia · 52' Ayunga | Orlando Stadium, Johannesburg (Południowa Afryka) Sędzia: Messie Nkounkou |
|                             |                           |                |                    |                                                                           |

### Kolejka 6
| 19 listopada 2024 14:00 CET | Kenia | 0:0(0:0)Raport | Namibia | Peter Mokaba Stadium, Polokwane (Południowa Afryka) Sędzia: Pierre Nguiene |
|                             |       |                |         |                                                                            |

| 19 listopada 2024 14:00 CET | Kamerun · Aboubakar 18' · N’Koudou 23' | 2:1(2:0)Raport | Zimbabwe · 73' Dzvukamanja | Stade Ahmadou Ahidjo, Jaunde Widzów: 15 000 Sędzia: Pacifique Ndabihawenimana |
|                             |                                        |                |                            |                                                                               |

## Strzelcy

### 3 gole
- Vincent Aboubakar

### 2 gole
- Walter Musona

### 1 gol
- Christian Bassogog
- Boris Enow
- Martin Hongla
- Bryan Mbeumo
- Georges-Kévin N’Koudou
- Duke Abuya
- Jonah Ayunga
- John Avire
- Michael Olunga
- Godwin Eiseb
- Deon Hotto
- Khama Billiat
- Prince Dube
- Terrence Dzvukamanja
- Tawanda Maswanhise